# Bala (Gales)

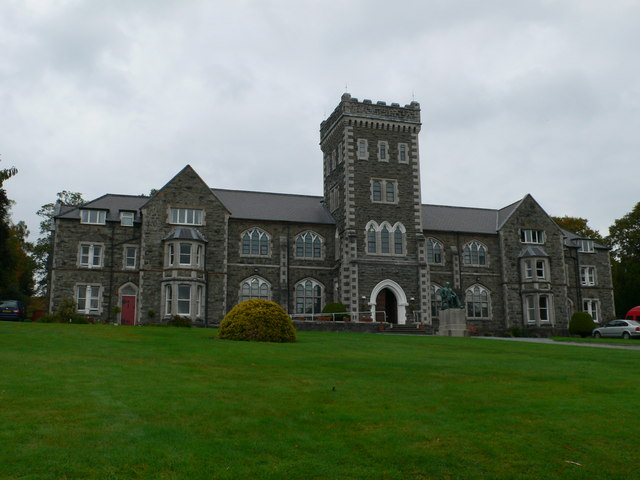
Coleg y Bala

Bala (en galés: Y Bala) es una ciudad de mercado y una comunidad en Gwynedd, Gales. La localidad fue en sus orígenes un distrito urbano y forma parte del distrito histórico de Merionethshire. Se sitúa al norte del lago Bala (Llyn Tegid), 27 km al noreste de Dolgellau, y tiene una población de 1.974 habitantes según datos del censo de 2011. La localidad cuenta con una calle amplia principal, Stryd Fawr (lit. "Gran Calle"), la cual suele ser muy visitada por los turistas en los meses de verano.
De acuerdo con los datos del censo de 2011, Bala tiene el vigésimo porcentaje más alto de hablantes de galés del país por circunscripción electoral. Según datos del censo de ese año, el 78,5% de la población de Bala podía hablar galés.

## Etimología
La palabra galesa bala se refiere al «derrame de un lago».